# La Molsosa
La Molsosa – gmina w Hiszpanii, w prowincji Lleida, w Katalonii, o powierzchni 26,74 km². W 2011 roku gmina liczyła 115 mieszkańców.